# Die Erde von oben (Ausstellung)
Die Erde von oben, französisch La Terre vue du ciel, ist der Name einer Ausstellung mit 120 Fotografien des französischen Fotografen Yann Arthus-Bertrand. Im Jahre 2000 wurde eine Auswahl von Luftbildern im Jardin du Luxembourg in Paris ausgestellt.